# Manuella Dos Reis
Manuella Dos Reis est une joueuse de handball française née le 29 juin 1999 à Verdun, évoluant au poste de gardienne de but à la JDA Dijon Handball depuis 2022.

## Biographie
Issue du centre de formation du Metz Handball, elle fait sa première apparition en équipe première durant la saison 2017-2018 après l'annonce de la grossesse de Laura Glauser,.
À l'été 2017, elle est retenue en équipe de France junior pour disputer le championnat d'Europe en Slovénie. L'équipe de France remporte la compétition en dominant la Russie en finale (31-26).
Pour la saison 2019-2020, elle est prêtée par Metz à Saint-Amand-les-Eaux. 

## Palmarès

### En club
compétitions nationales
- championne de France en 2018 et 2019 (avec Metz Handball)
- championne de France de Nationale 1 en 2019 (avec Metz Handball rés.)

### En sélection
autres
- championne d'Europe junior en 2017 en Slovénie